# Guo Ruoxu
Guo Ruoxu ou Kouo Jo-Hiu ou Kuo Jo-Hsü. XIe siècle. Actif vers 1070-1080 ?. Écrivain de l'art chinois.

## Biographie
Guo Ruoxu est l'auteur du plus important ouvrage de  l'Histoire de l'Art de l'époque des Song du Nord, le Tuhua Jianwenzhi (1074), qui se veut la continuation du monumental traité de Zhang Yanyuan : le Lidai Ming Nua Ji.

Guo Ruoxu ne se limite pas à l'histoire de la peinture mais il livre aussi, ses réflexions esthétiques. L'ouvrage se décompose en six volumes  (volume 1 : considérations esthétiques, techniques et critiques, volume 2, 3, 4 : biographies des peintres de la fin des Tang jusqu'en 1074, volume 5 et 6 : anecdotes et documents sur les peintres anciens et récents).

Cet ouvrage est d'une importance capitale, tant par le rôle fondamental qui suivent des théories esthétiques qu'il contient que par la mine de documentation historique qu'il apporte.

## La peinture sous lesSong
Durant ces trois siècles de règne de la dynastie Song des Zhao, la peinture connaît un épanouissement comme jamais auparavant. Le métier se développe si puissamment que quatre histoires distinctes de la peinture sont rédigées entre environ 1160 et 1167, ainsi que de nombreux autres ouvrages biographiques, théoriques et essais. Des catalogues de toute la collection gouvernementale d'objets d'art et d'antiquités sont dressés au début du XIIe siècle, première entreprise de ce genre à être publiée. Dans le seul domaine de la peinture, 6387 œuvres sont enregistrées. Les empereurs Song, à commencer par le fondateur de la dynastie, témoignent d'un réel intérêt pour les arts, et le huitième empereur, Song Huizong, poète, calligraphe et peintre, incarne le parfait modèle de l'empereur artiste.
Même écrire sur la peinture devient un défi, eu égard à l'ampleur de la tâche. Les spécialistes de l'art réfléchissent à la manière d'organiser un aussi vaste corpus. Ils optent pour la classification par sujets. La nécessité ne s'en est pas fait sentir avant les Song, mais rapidement, presque comme un modèle réduit du métier de la peinture lui-même, cette classification se dilate elle aussi, passant des cinq catégories de Guo Ruoxu et des six de Liu Daochun aux dix du catalogue impérial des Song. Cette classification ne suffit toujours pas à la variété des sujets régulièrement exploités par les artistes.
Des historiens de l'art, tel Guo Ruoxu, compilent des biographies de portraitistes de premier ordre et le nom d'un grand nombre d'entre eux y est consigné. La cour impériale a besoin de leurs services pour les portraits royaux et les activités diplomatiques, les églises bouddhiques et taoïstes engagent des maîtres du portrait et, à tous les niveaux de la société, les familles et les clans élargis font appel à eux. On est frappé, dans les biographies de Gao Ruoxu, par le nombre de portraitistes, moines bouddhistes ou employés dans les cours impériales.

## L'Astrologieet la peinture
Les singes, magots et gibbons sont tous nommés yuan en chinois, et cette vaste catégorie d'animaux est riche de sens symbolique (de même potentiellement, que tous les autres thèmes traditionnellement prisés par les peintres et poètes chinois). Tous les douze ans, revient l'année du singe ; par conséquent, un chinois sur douze, approximativement, est identifié au singe. Ce simple fait doit suffire à justifier le grand nombre de peintures de singes qui existent, mais l'animal évoque aussi les images romantiques de l'éloignement et des hautes falaises inaccessibles dans laquelle il vit. Bizarrement, à en croire des connaisseurs tels que Guo Ruoxu, nul ne s'est spécialisé dans la peinture de singes et de gibbons avant Yi Yuanji.

## Les poissons et lesdragons
Dans son  étude détaillée de la peinture, Guo Ruoxu, vers 1074, fait peu de commentaires sur la peinture de poissons. Il analyse avec soin les dragons et le thème de l'eau en général, mais le plus grand peintre de poissons de la période ne commence à peindre que vers l'époque où Guo rédige son ouvrage, et son œuvre ne lui est pas connue. C'est dans le Xuanhe huapu, en 1120, que Liu Cai (actif au XIe siècle) est reconnu comme l'artiste qui fait évoluer la représentation de poissons morts sur des tables de cuisine à celle de formes vivantes se mouvant dans les profondeurs de l'eau, et il ouvre la liste des peintres dans la catégorie des dragons et poissons.

## Réflexion sur l'art
Dans sa comparaison entre passé et présent, Guo ruoxu soutient que, si n'importe quel grand maître Tang de la peinture d'oiseaux-et-fleurs pouvait renaître à son époque, il serait de loin inférieur aux grands maîtres du Xe siècle, Huang Quan, Huang Jucai et Xu Xi, et que son œuvre semblerait primitive et terne.
D'après toutes les sources écrites, Jing Hao est l'un des premiers maîtres paysagistes. Son traité sur l'art du paysage est conservé dans le trésor impérial du gouvernement des Song. Selon Guo Ruoxu, à la fin du Xe siècle, l'art de Jing Hao paraît primitif et est de loin surpassé par ses disciples, tel Guan Tong. Guo place donc ce dernier parmi les grands maîtres paysagistes de la période et ne signale Jing Hao que comme un prédécesseur des grands maîtres. Pour cette raison, les deux peintures actuellement attribuées à Jing paraissent toutes deux équivoques […].
Sur les thèmes architecturaux, Guo Ruoxu note : « Quand on peint des constructions architecturales, les calculs doivent être irréprochables et le tracé du pinceau  d'une égale fermeté ; le lointain, la profondeur pénètrent l'espace et une centaine de diagonales reculent vers un point unique »,.
L'intelligence de l'art est le privilège de ceux qui nourrissent leur esprit par l'étude et la méditation des livres de sagesse. Guo Ruoxu écrit au début des Song : la saisie du « rythme spirituel » est le fait d'une élite intellectuelle qui ne peut se concevoir sans la reconnaissance de certains privilèges sociaux. L'intuition du vrai est un don inné : « Silencieux accord, communion spirituelle », quelque chose qui survient sans que l'on sache comment.
En cherchant à éclaircir la question, Guo observe que, depuis l'Antiquité, les œuvres les plus rares ont pour auteurs des sages pleins de talent occupant de hautes positions ou des lettrés de haute qualité vivant dans la retraite, des hommes qui « modèlent leurs actions sur le ren et prennent leur plaisir dans les arts, exploré le mystère et sondé les profondeurs ». Guo fait ici allusion aux shidafu, grands lettrés que leurs responsabilités sociales, leur culture et la qualité de leur comportement désignent au respect de tous.

## Anecdotes biographiques d'après Guo Ruoxu

### D'artistes anciens connus et  non connus
Ces quelques résumés biographiques à titre d'exemple, contenus dans le Tuhua Jianwenzhi (1074), de Guo Ruoxu.
- Au XIe siècle, l'historien Guo Ruoxu conçoit le qiyun comme l'influx spirituel qui vient animer l'image dans la communion silencieuse de l'artiste avec son modèle. Parlant de Cao Zhongda [n 9] VIe siècle, Guo Ruoxu écrit « Les figures de Cao sont habillées de vêtements qui collent au corps et donnent l'impression d'avoir été trempés dans l'eau »[12].

- Zhao Gan (milieu du Xe siècle), dont la notice biographique du Tuhua jianwen zhi de Guo Ruoxu dit seulement qu'il excelle à peindre les cours d'eau, employé à la cour comme élève de l'Académie impériale de peinture (Huayuan xuesheng). Le long rouleau portatif peint par Zhao, Au bord du fleuve sous les premières neiges,  devient, à la faveur de sa simple survivance, un remarquable document sur l'art des Tang méridionaux[13].

- Sous les Tang, le qiyun n'est présent qu'à l'homme, puis aux chiens et au chevaux. Les terrasses, les pavillons ne possèdent ni mouvement, ni vie. Aucune allusion n'est faite à la nature, à l'eau, aux arbres. Au XIe siècle, Guo Ruoxu conçoit le qiyun comme l'influx spirituel qui vient animer l'image dans la communion silencieuse de l'artiste et de son modèle. Comme les signatures, les peintures sont « empreintes du cœur ».  Deng Chun (XIIe siècle), près d'un siècle plus tard, a le même sentiment. « Ce que la main réalise répond à ce que lui dicte le cœur », écrit Zhuangzi. Les lettrés refusant d'accepter la « ressemblance formelle » comme un impératif, mettent, avec Ruoxu, l'accent sur le qiyun, rythme spirituel[14].

- La réputation de Guanxiu comme peintre d'Arhat semble avoir pour fondement un ouvrage consacré aux peintres célèbres du Sichuan (Yizhou Minghua lu).  Pour un historien de la peinture comme Guo Ruoxu, auteur du Tuhua jianwen zhi (préfacé en 1074), Guanxiu « entre en concentration » avant de peindre ses Arhat. Sans doute sa mémoire profonde conserve quelque trace des rencontres faites en chemin. Mais l'image qui prend vie en lui quand il « retourne son regard » ne doit sa vérité qu'à l'acte de son esprit. Les adeptes du Chan aiment tout particulièrement ces « figures archaïques et étranges », ils reconnaissent en elles l' «aspect véritable» des Arhat[15].

- L'œuvre de Zhao Chang (actif au début du XIe siècle) est jugée de façon très diverse. Pour les critiques, l'important c'est l'expression de la vie. D'après Guo Ruoxu, ce peintre de très grand renom est certes hors pair dans le maniement des couleurs, mais médiocre sur d'autres points. « Le sens de la vie » manque à certaines de ses peintures. Ruoxu ne cache pas sa préférence pour une école de fleurs et d'oiseaux qui se réclame d'un peintre originaire du Jiangnan (le pays au sud du fleuve), Xu Xi[16].

- Mi Fu dit avoir vu vingt peintures authentiques de Guan Tong et ne le loue pas sans réserve. Avant lui cependant, Guo Ruoxu classe ce maître parmi les très grands peintres de paysage avec Li Cheng et Fan Kuan : « Si éminents par le talent qu'ils sont au-delà de toute classification, ces trois peintres, semblables aux pieds d'un tripode, établissent la norme pour cent générations ». Il n'est aujourd'hui aucune peinture de  Guan Tong qui puisse prétendre à une authenticité incontestable[17].